# آصفي الهروي
آصفي الهروي (1449 - 1517)، شاعر فارسي نشط في أواخر العصر التيموري . وُلد آصفي في هرات، وكان ينتمي إلى عائلة من البيروقراطيين. تولى والده الوزارة، فأصبح وزيرًا للأمير التيموري أبو سعيد ميرزا (حكم 1451–1469)، بينما كان جده، علاء الدين علي، يعمل مسؤولًا حكوميًّا في عهد تيمور (حكم. 1370–1405).